# Diaspor
Diaspor je naravni aluminijev oksid hidroksid s kemijsko formulo , α-AlO(OH), ki kristalizira v ortorombskem kristalnem sistemu. Diaspor je izomorf getita. Običajno ima obliko ploščic ali lusk, včasih tudi ploščatih kristalov. Po ploski ravnini ima popolno razkolnost. Na razkolnih ravninah ima značilen bisern sijaj. Lahko je brezbarven, sivkasto bel, rumenkast, včasih tudi vijoličen, prozoren ali prosojen. Od drugih brezbarvnih prozornih mineralov s popolno razkolnostjo in bisernim sijajem, kot so sljuda, lojevec, brucit in sadra, se razlikuje po večji trdoti 6,5 – 7. Njegova povprečna gostota je 3,4 g/cm3. Pri segrevanju intenzivno prasketa in razpade na bele biserne luske. 
Mineral je bil prvič opisan leta 1801 na nahajališču Mramorski Zavod na srednjem Uralu (Ruska federacija). Njegovo ime je nastalo iz grške besede διασπείρειυ [diaspeirein] – raztresti, ki namiguje na njegov razpad med segrevajem.
Diaspor se kot razpadni produkt korunda ali smirka pojavlja v granularnem apnencu in drugih kristaliničnih kamninah. Lepo razvite kristale se najde v skladih smirka na Uralu, v Massachusettsu (ZDA) in v kaolinu v Banski Štiavnici na Slovaškem. Diaspor je pomembna aluminijeva ruda in skupaj z gibsitom in bemitom glavna sestavina aluminijeve rude boksita.
Druga imena za diaspor so emfolit, kajserit in tanatarit. Zelo čista kristalna oblika diaspora iz Turčije je sultanit, ki se uporablja za izdelavo nakita.